# Murexsul octogonus
Murexsul octogonus, tiếng Anh thường gọi là octagonal murex, là một loài ốc biển, là động vật thân mềm chân bụng sống ở biển thuộc họ Muricidae, họ ốc gai.

## Phân bố
Loài này chỉ thấy ở đảo North, New Zealand.

## Liên kết ngoài

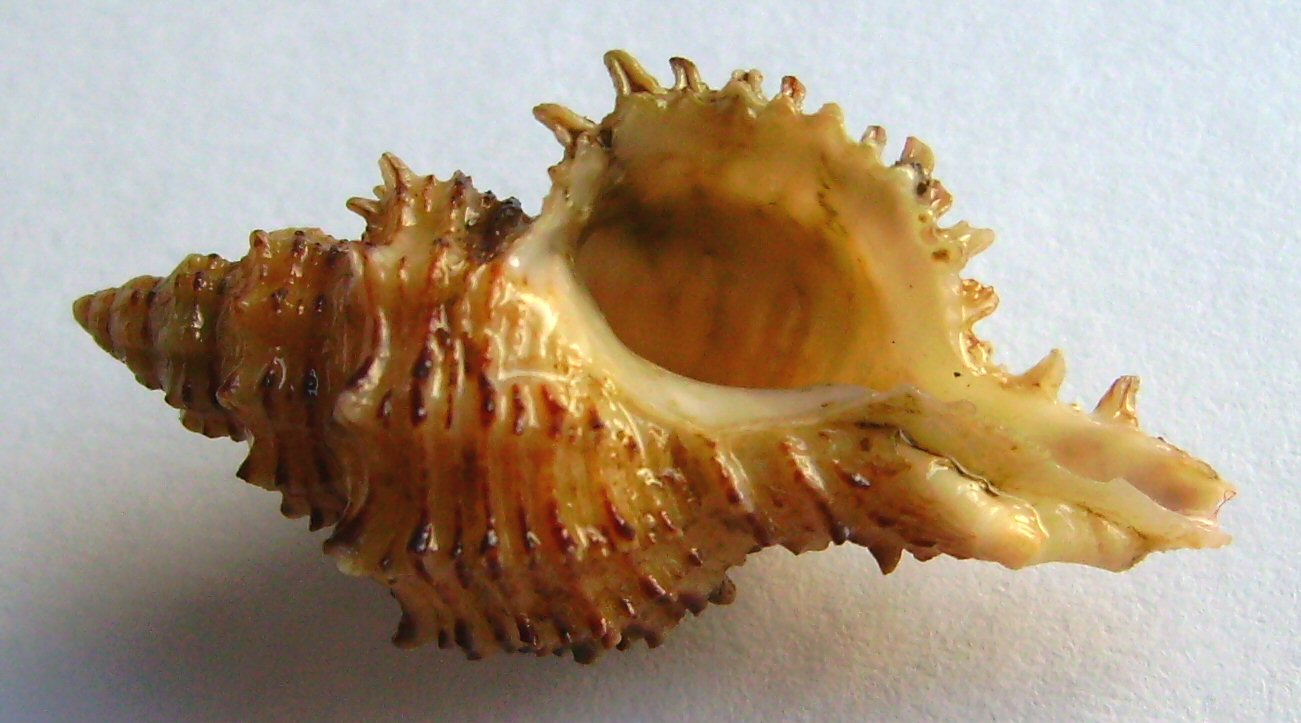
Murexsul octogonus nhìn từ phía bụng

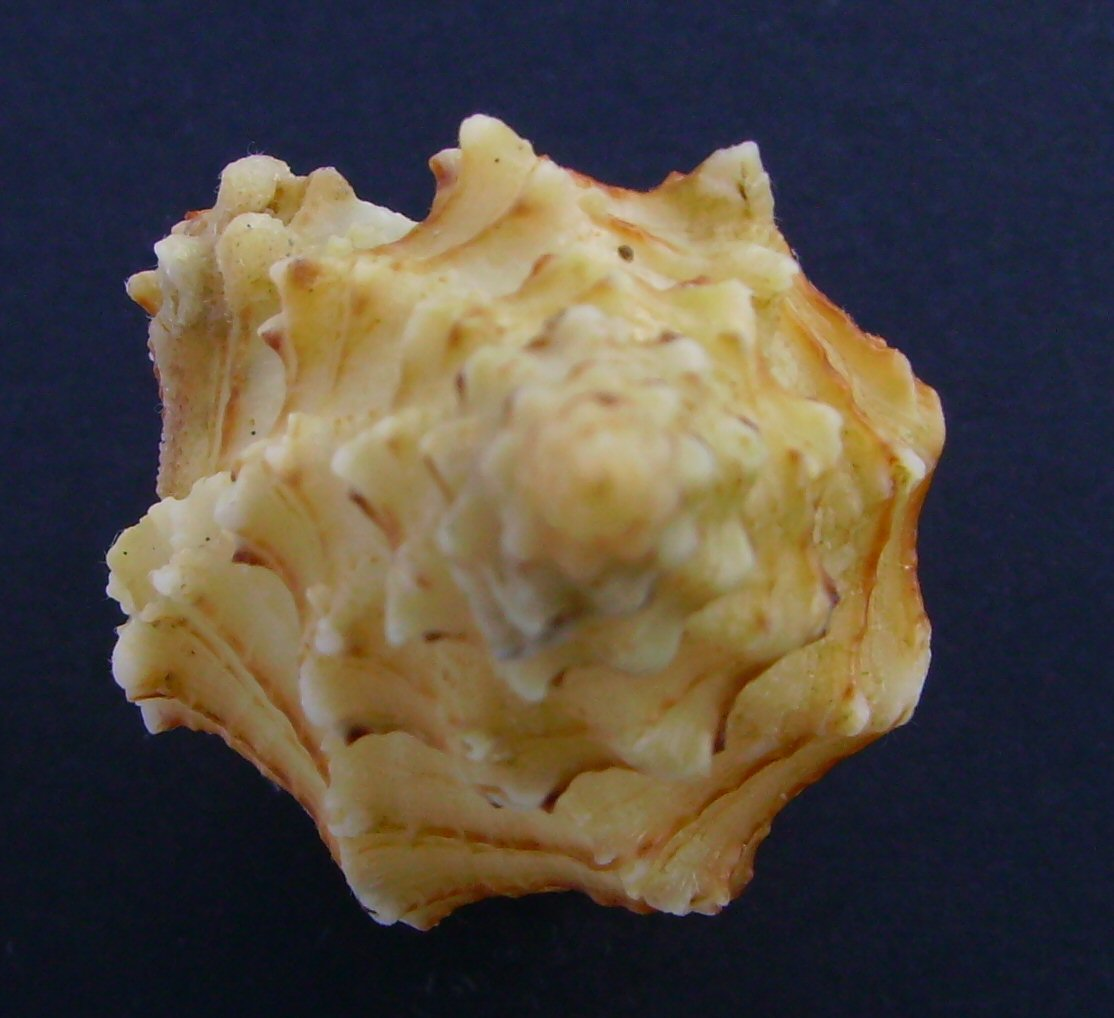
Murexsul octogonus nhìn từ trên xuống, cho thấy tám cạnh